# 방송문화진흥회
방송문화진흥회(放送文化振興會, Foundation for Broadcast Culture)는 1988년 12월 31일 《방송문화진흥회법》에 근거하여 설립된 대한민국의 비영리공익법인이다. 현재 문화방송의 대주주로서 경영에 간접적으로 참여하고 있으며 MBC 사장의 임명권, 해임권 등을 갖고 있다. 방문진 이사들의 임명권은 방송통신위원회가 갖고 있으며 방송통신위원장은 대통령이 임명한다.

## 기본사업
1. 기본업무
- 문화방송의 경영에 대한 관리 및 감독
- 방송문화진흥자금의 운용/관리
- 방송문화의 발전과 향상을 위한 연구 및 학술사업
- 공익목적의 사업 및 부대사업

– 공익적인 방송에 대한 지원
– 방송영상산업 진흥사업
– 시청자단체에 대한 지원
– 방송문화발전을 위한 사업
2. 팀별업무
| 정책지원팀                | 방송문화사업팀       | 경영관리팀             |
| ------------------------- | -------------------- | ---------------------- |
| 진흥회 장·단기 운영계획   | 진흥사업개발 및 시행 | 방송문화진흥 자금운용  |
| 이사회 운영               | 공모지원사업         | 총무, 회계, 세무, 인사 |
| MBC 관련 심사 및 경영평가 | 시상사업             | 내부감사 등            |
| 국회 및 대외업무          | 기획사업             |                        |

## 주요 사업

### MBC 경영평가
- 경영평가 근거와 목적

방송문화진흥회는 방송문화진흥회법 제10조에 의거하여 문화방송(MBC)의 경영평가를 지난 2001년부터 매년 실시하고 있다. 본 경영평가는 공영방송 MBC의 경영환경 개선과 공적책임 실현에 기여하고자 실시하고 있으며, 궁극적으로는 MBC가 민주적이며 건전한 방송문화의 진흥과 공공복지 향상에 이바지할 수 있도록 함을 목적으로 한다.
- 경영평가단 구성과 운영

진흥회 이사회는 3명의 이사로 구성된 'MBC 경영평가소위원회'를 설치•운영하였다. 이사회의 위임을 받은 소위원회는 방송,경제,재무,회계,기술 각 분야의 외부전문가 4명을 위촉하여 MBC경영평가단을 구성하였으며, 경영평가단장은 소위원회 위원장인 진흥회 이사가 겸임하여 운영하였다. 경영평가를 위한 실무 자료 분석 및 평가 제반 업무는 진흥회 정책지원팀에서 담당하였다. 소위원회와 평가단의 구성은 다음과 같다.
| MBC 경영평가 소위원회 | MBC 경영평가 소위원회    |
| --------------------- | ------------------------ |
| 위원장                | 윤능호 (진흥회 이사)     |
| 위원                  | 박선아 (진흥회 이사)     |
| 위원                  | 차기환 (진흥회 이사)     |
| 간사                  | 김윤섭 (진흥회 사무처장) |

| MBC 경영평가단 | MBC 경영평가단            |
| -------------- | ------------------------- |
| 단장           | (공석)                    |
| 평가위원       | 심미선(순천향대학교 교수) |
| 평가위원       | 김예란(광운대학교 교수)   |
| 평가위원       | 전희영(서강대학교 교수)   |
| 평가위원       | 이종은(세종대학교 교수)   |
| 평가위원       | 최아름(성균관대학교 교수) |

### 공모사업
- 공모사업

지상파, 방송제작자, 방송관련 학계, 소외계층예술 활동 등을 지원하는 사업이다. 프로그램제작, 방송연구, 저술번역, 해외연구, 소외계층예술지원 등 총 5개 분야에 대한 지원 사업을 실시하고 있다.
- 공모 및 선정과정

1. 사업공고: 본회 홈페이지 및 인터넷, 인쇄물 등을 통해 사업내용을 공고함.
2. 온라인접수: 공모페이지를 통해 서류를 접수함.
3. 제출서류검토: 접수된 서류 형식 및 요건 검토.
4. 외부전문가심사: 각 사업 영역별로 관련 저문가로 구성된 심사위원회에서 응모서류를 심사함.
5. 최종선정: 심사위원회에서 지원대상을 최종 선정함.

### 시상사업
- 좋은 방송을 위한 시민이 비평상

- 국내제작 방송프로그램에 대한 시청자들의 비평문을 공모하여 시상함.
- 하반기에 실시함.
- 응모주제, 형식의 제한 없으며, 수상 비평문은 비평집으로 출간함.

### 기획사업
- 시청자 미디어 센터

- 지역 단위 문화방송 계열사와 같이 지역시청자미디어센터의 설치•운영을 지원하여, 지역시청자들에 대한 미디어 교육과 시청자참여의 기회를 확대하고자 실시하고 있다.
- 현재 마산, 전주, 목포, 춘천, 대구, 울산 문화방송에 미디어센터가 설립, 운영되고 있다.
- 어린이미디어교육

- 지역 시청자미디어센터와 협업하여, 전국 각 지역의 초등학교 학생들을 대상으로 <찾아가는 미디어교육>을 실시, 미디어에 대한 이해와 올바른 활용에 대한 교육하고 있다.
- 시청자미디어교육

- 지역 시청자미디어센터와 연계하여 소외 계층을 대상으로한 미디어 교육을 실시한다.
- 매년 저소득어린이, 다문화가정, 노인, 장애우, 이주여성 등 지역의 소외계층을 대상으로 5개지역 시청자미디어센터와 연 18개의 교육을 실시하고 있다.
- 석좌교수사업

- 방송학계에 방송현장의 노하우를 전달하기 위하여 오랜 방송 실무경험과 이론을 겸비한 기자와 PD 각 1명을 선발하여 서울대학교 언론정보학과에서 1년간 연구 및 강의를 할 수 있도록 지원하고있다.

## 연혁
- 1988년 12월 26일: 제정 공포(법률 4032호)
- 1988년 12월 31일: 방송문화진흥회 설립, 제1기 이사회 구성(초대 이사장 박용구)
- 1989년 2월 4일: 이사회 규정 제정
- 1991년 12월 31일: 제2기 이사회 구성(이사장 양흥모)
- 1992년 2월 10일: MBC 대표이사 최창봉 사장 선임
- 1993년 3월 12일: MBC 대표이사 강성구 사장 선임
- 1993년 8월 31일: 제2기 이사회 개편(이사장 조완규)
- 1994년 12월 31일: 제3기 이사회 개편(이사장 박영식)
- 1996년 3월 13일: MBC 대표이사 강성구 사장 선임
- 1996년 7월 16일: MBC 대표이사 이득렬 사장 선임
- 1998년 2월 17일: 제4기 이사회 개편(이사장 서규석)
- 1999년 3월 8일: MBC 대표이사 노성대 사장 선임
- 2000년 3월 13일: 방송문화진흥회법 개정
- 2000년 5월 17일: 제5기 이사회 개편(이사장 김용운)
- 2001년 2월 26일: MBC 대표이사 김중배 사장 선임
- 2003년 3월 4일: MBC 대표이사 이긍희 사장 선임
- 2003년 6월 23일: 제6기 이사회 개편(이사장 이상희)
- 2005년 2월 25일: MBC 대표이사 최문순 사장 선임
- 2006년 8월 9일: 제7기 이사회 개편(이사장 이옥경)
- 2008년 2월 29일: MBC 대표이사 엄기영 사장 선임
- 2009년 8월 9일: 제8기 이사회 개편(이사장 김우룡)
- 2010년 2월 26일: MBC 대표이사 김재철 사장 선임
- 2010년 3월 9일: 김우룡 이사장 사퇴
- 2010년 5월 14일: 김재우 이사장 취임
- 2012년 1월 2일: 최홍재 이사 사퇴
- 2012년 1월 27일: 김현주 이사 취임
- 2012년 8월 9일: 제9기 이사회 개편(이사장 김재우)
- 2012년 8월 27일: 김재우 이사장 취임
- 2013년 3월 13일: 김재우 이사장 사퇴
- 2013년 3월 27일: MBC 대표이사 김재철 사장 퇴임
- 2013년 3월 21일: 김문환 이사장 취임
- 2013년 5월 2일: MBC 대표이사 김종국 사장 선임
- 2013년 12월 3일: 김충일 이사 사퇴
- 2014년 2월 21일: MBC 대표이사 안광한 사장 선임
- 2015년 8월 13일: 제10기 이사회 개편(이사장 고영주)
- 2015년 8월 21일: 고영주 이사장 취임
- 2017년 2월 23일: MBC 대표이사 김장겸 사장 선임
- 2017년 9월 8일: 유의선 이사 사퇴
- 2017년 10월 19일: 김원배 이사 사퇴
- 2017년 10월 30일: 김경환, 이진순 보궐이사 취임
- 2017년 11월 2일: 고영주 이사장 해임
- 2017년 11월 2일: 이완기 이사장 취임
- 2017년 11월 13일: MBC 대표이사 김장겸 사장 해임
- 2017년 12월 7일: MBC 대표이사 최승호 사장 선임
- 2018년 3월 22일: 김상균 이사장 취임
- 2018년 8월 13일: 제11기 이사회 개편(이사장 김상균)
- 2020년 2월 24일: MBC 대표이사 박성제 사장 선임
- 2021년 8월 13일: 제12기 이사회 개편(이사장 권태선)
- 2021년 8월 20일: 권태선 이사장 취임
- 2023년 2월 23일: MBC 대표이사 안형준 사장 선임
- 2023년 8월 7일: 임정환 이사 사퇴
- 2023년 8월 9일: 차기환 보궐이사 취임
- 2023년 11월 28일: 김도인 이사 사퇴
- 2023년 11월 30일: 김병철 보궐이사 취임
- 2025년 4월 30일: 정연국 보궐이사 취임

## 조직

### 이사회

#### 이사장
- 감사

##### 사무처장
- 사무처

## 논란
- 2012년 선동규, 최강욱, 권미혁 등 방문진 야당 측 이사들은 MBC 지배구조 개선, 파업처리 문제 등을 거론하며 김재철 당시 사장에 대한 해임안을 제출했다. 하지만 MBC의 최대주주인 방송문화진흥회는 임시이사회를 열고 김재철 사장에 대한 해임안을 표결에 부쳤지만 반대 5, 찬성 3, 기권 1표 등으로 가결하지 못했다. 이에 야당측 이사들은 김 사장의 해임안이 부결된 이후 "항의의 표시로 당분간 방문진 이사회를 보이콧하겠다"고 밝혔다.[1]

## 같이 보기
- 문화방송
- 방송통신위원회
- 뉴스통신진흥회
- IMBC

## 참조
1. ↑  기사원본